# 이시마루 기요타카
이시마루 기요타카(일본어: 石丸 清隆, 1973년 10월 30일 ~ )는 일본의 전 축구 선수이다.

## 구단 경력
1996년 J1리그의 아비스파 후쿠오카에 입단하였다. 2000년까지 120경기에 나서 9득점을 넣었다. 2001년 J1리그의 교토 퍼플 상가로 이적했다. 2005년 J1리그의 에히메 FC로 이적했다. 2006년후 현역 은퇴.

## 지도자 경력
은퇴 후에는 에히메 FC의 코치를 거쳐, 2013년부터 2014년까지 [감독을 맡았다. 2015년 교토 상가 FC의 감독으로 취임하였다.